# Idswjestija Sowjeta rabotschich i soldatskich djeputatow goroda Aschabada
Die Idswjestija Sowjeta rabotschich i soldatskich djeputatow goroda Aschabada (russisch Известия Совета рабочих и солдатских депутатов города Асхабада, Izvestiya Soveta rabochikh i soldatskikh deputatov goroda Askhabada, dt.: 'Nachrichten der Abgeordneten der Arbeiter- und Soldatenräte der Stadt Aşgabat', auch: Izvestiya Askhabadskogo Soveta,  Известия Асхабадского Совета, 'Sowjet-Nachrichten von Aşgabat') war eine russischsprachige bolschewistische Zeitung, die in der ersten Hälfte des Jahres 1918 in Aşgabat, Oblast Transkaspien, Sowjet-Russland (heute: Turkmenistan) erschien.

## Gründung
Die erste Ausgabe der Askhabad-Izvestiya wurde am 17. Januar 1918 veröffentlicht. Izvestiya wurde die erste bolschewistische Zeitung in der Oblast Transkaspien. Sie wurde auf Initiative der bolschewistischen Fraktion im Askhabad-Sowjet gegründet, um dem Einfluss der menschewistischen Zeitung Askhabadski Novosti entgegenzuwirken und die bolschewistische Agitation unter Arbeitern und demobilisierten Soldaten zu unterstützen. Zur Redaktion gehörten: Kuleschow (Hrsg.): N. G. Ssorin (Redaktionssekretär) und W. M. Batminow. Ssorin berichtete später, dass Batminow der eigentliche Organisator der Zeitung war, der die Mittel für die Veröffentlichung mobilisierte und in der Redaktion schlief (die auch als Büro der bolschewistischen Sowjetfraktion fungierte). Die Redaktion der Zeitung war auch eng mit der Taschkenter Zeitung Nasha Gazeta verbunden.
Idswjestija Aschabadskogo Sowjeta berichtete über die Lage in der Transkaspischen Oblast und in Sowjetrussland. Die Zeitung verkaufte sich problemlos, da sie Artikel aus Zentralzeitungen und Dekrete des Askhabad-Sowjets enthielt, was bei ihrem Hauptkonkurrenten Askhabad nicht der Fall war. Die Idswestija wurde täglich veröffentlicht und die Ausgaben waren gewöhnlich zweiseitig. Papiermangel erschwerte die Veröffentlichung der Zeitung.

## Kampf um den Aschgabat-Sowjet
Die Zeitung vertrat eine bolschewistische politische Linie, obwohl der Askhabad-Sowjet von Menschewiki (Российская социал-демократическая рабочая партия, меньшевиков) und Sozialrevolutionären kontrolliert wurde. Zur Zeit der Oktoberrevolution kam es zu einem Machtkampf zwischen den drei Parteien im Askhabad-Sowjet. Die Menschewikis und Sozialrevolutionäre hatten eine absolute Mehrheit im Exekutivkomitee.
Die Isdwjestija spielte eine wichtige Rolle bei der Verbreitung bolschewistischer Propaganda und erfreute sich einer breiten Leserschaft unter den Arbeitern. Die Zeitung warf der menschewistisch-sozialrevolutionären Führung des Askabad-Sowjets Opportunismus vor. Die menschewistisch-sozialrevolutionäre Führung des Askabad-Sowjets unternahm wiederholt erfolglose Versuche, die Bolschewiki aus der Redaktion der Iswestija zu verdrängen. Schließlich setzten sich die Bolschewiki im Kampf um den Askabad-Sowjet durch und setzten Batminow zum Vorsitzenden des Sowjets durch.

## Einstellung
Das genaue Datum der Einstellung der Iswestija ist Historikern nicht bekannt. 1933 erwähnte die Publikation Shuralar Turkmenistan, dass die letzte Ausgabe der Zeitung die 77. gewesen wäre, was vermutlich bedeutet hätte, dass die letzte Nummer am 2. Maijul. / 15. Mai 1918greg. erschienen wäre. Annakurdow zufolge gibt es jedoch Hinweise darauf, dass die Zeitung bis Mitte 1918 erschienen ist, und er nimmt an, dass ihr Erscheinen aufgrund des konterrevolutionären Putsches im Juli 1918 (Асхабадские комиссары, Aschabadskije komissary) eingestellt habe. Batminow war einer der bolschewistischen Führer in Askabad, die am 23. Juli 1918 von Weißgardisten hingerichtet wurden. Nur eine Handvoll Exemplare der Iswestija sind in den Archiven erhalten geblieben.